# Varsavész-rétláp
Újtusnádtól északkeletre, az Olt jobb partján terül el a Varsavész-rétláp.

## Leírás
Tusnád környékén gazdagon feltörő borvízforrások körül több láp jött létre. A térségben levő borvizes lápok a Közép-patak lápja, Nádasfürdő-lápja, illetve az ásványvíz és a talajvíz keveredésével, elmocsarasodás útján létrejött ártéri lápok, a Csemő, a Benes rétláp, a Nyírkert rétláp és Varsavész lápja.
A Benes-rétláp folytatásaként elterülő Varsavész-rétláp védett terület, a többi itteni láphoz hasonlóan  ritka, védett növény fajok élőhelye. A 30 ha területetű lápon megtalálható a tarajos pajzsika és rózsaszín-lilás virágú lisztes kankalin, mely Hargita megyében még csak a Benes rétlápban él. Ezenkívül megterem itt a babérfűz, a fűzlevelű gyöngyvessző és a fekete ribiszke. 
A térségben található lápokat kiszáradás és elgyomosodás veszélye fenyegeti. Ezenkívül a külső negatív hatások, emberi beavatkozások károsan érintik a lápok élővilágát, melyek területe egyre inkább zsugorodik, az itt található növényritkaságok léte pedig fokozottan veszélyeztetve van.

## Külső hivatkozások
- Archiválva 2017. február 24-i dátummal a Wayback Machine-ben